# 1196
Évszázadok: 11. század – 12. század – 13. század
Évtizedek: 1140-es évek – 1150-es évek – 1160-as évek – 1170-es évek – 1180-as évek – 1190-es évek – 1200-as évek – 1210-es évek – 1220-as évek – 1230-as évek – 1240-es évek
Évek: 1191 – 1192 – 1193 – 1194 –  1195 – 1196 – 1197 – 1198 – 1199 – 1200 – 1201

## Események

### Határozott dátumú események
- április 23. – III. Béla halála, akit idősebbik fia, Imre követ a magyar trónon.[1] (Bélát Fehérvárott helyezik nyugalomra, a Szűz Mária-prépostság templomában.)[2]
- április 25. – II. Péter aragóniai király trónra lépése. (Péter 1213-ig uralkodik.)[3]

### Határozatlan dátumú események
- az év folyamán – András herceg – aki bátyja egykori tartományaira tart igényt – apjától, III. Bélától keresztes hadjáratra kapott pénzen zsoldosokat toboroz, majd bátyjára, Imrére támad.[4]

## Halálozások
- április 24. – III. Béla magyar király (* 1148)
- április 25. – II. (Trubadúr) Alfonz aragóniai király (* 1157)